# Nate Schmidt
Nathan Thomas Schmidt, född 16 juli 1991, är en amerikansk professionell ishockeyback som spelar för Utah Mammoth i National Hockey League (NHL). Han har tidigare spelat för Washington Capitals, Vegas Golden Knights, Vancouver Canucks, Winnipeg Jets och Florida Panthers.
Som odraftad skrev han på för Capitals 2013 efter spelat med University of Minnesota. Efter fyra säsonger blev han den 21 juni 2017 vald av Golden Knights i expansionsdraften. Efter spel i Vancouver Canucks och Winnipeg Jets signerade Schmidt som free agent kontrakt med Florida Panthers 2024 med vilka han vann Stanley Cup 2025.

## Statistik

### Klubbkarriär
| 2006–07    | St. Cloud Cathedral     | MNHS       | 16  | 17 | 14  | 31  |     | —  | —  | —  | —  | —  |
| 2007–08    | St. Cloud Cathedral     | MNHS       | 16  | 10 | 12  | 22  |     | —  | —  | —  | —  | —  |
| 2008–09    | St. Cloud Cathedral     | MNHS       | 25  | 21 | 24  | 45  | 30  | 3  | 3  | 1  | 4  | 6  |
| 2009–10    | Fargo Force             | USHL       | 57  | 14 | 23  | 37  | 81  | 13 | 0  | 6  | 6  | 2  |
| 2010–11    | University of Minnesota | WCHA       | 13  | 0  | 1   | 1   | 6   | —  | —  | —  | —  | —  |
| 2011–12    | University of Minnesota | WCHA       | 43  | 3  | 38  | 41  | 14  | —  | —  | —  | —  | —  |
| 2012–13    | University of Minnesota | WCHA       | 40  | 9  | 23  | 32  | 16  | —  | —  | —  | —  | —  |
| 2012–13    | Hershey Bears           | AHL        | 8   | 1  | 2   | 3   | 4   | 5  | 0  | 2  | 2  | 0  |
| 2013–14    | Hershey Bears           | AHL        | 38  | 2  | 11  | 13  | 12  | —  | —  | —  | —  | —  |
| 2013–14    | Washington Capitals     | NHL        | 29  | 2  | 4   | 6   | 6   | —  | —  | —  | —  | —  |
| 2014–15    | Washington Capitals     | NHL        | 39  | 1  | 3   | 4   | 10  | —  | —  | —  | —  | —  |
| 2014–15    | Hershey Bears           | AHL        | 19  | 3  | 6   | 9   | 6   | 8  | 4  | 5  | 9  | 0  |
| 2015–16    | Washington Capitals     | NHL        | 72  | 2  | 14  | 16  | 16  | 10 | 0  | 1  | 1  | 2  |
| 2016–17    | Washington Capitals     | NHL        | 60  | 3  | 14  | 17  | 16  | 11 | 1  | 3  | 4  | 4  |
| 2017–18    | Vegas Golden Knights    | NHL        | 76  | 5  | 31  | 36  | 16  | 20 | 3  | 4  | 7  | 4  |
| 2018–19    | Vegas Golden Knights    | NHL        | 61  | 9  | 21  | 30  | 8   | 7  | 0  | 4  | 4  | 2  |
| 2019–20    | Vegas Golden Knights    | NHL        | 59  | 7  | 24  | 31  | 12  | 20 | 2  | 7  | 9  | 4  |
| 2020–21    | Vancouver Canucks       | NHL        | 54  | 5  | 10  | 15  | 4   | —  | —  | —  | —  | —  |
| 2021–22    | Winnipeg Jets           | NHL        | 77  | 4  | 28  | 32  | 10  | —  | —  | —  | —  | —  |
| 2022–23    | Winnipeg Jets           | NHL        | 71  | 7  | 12  | 19  | 8   | 5  | 0  | 2  | 2  | 0  |
| 2023–24    | Winnipeg Jets           | NHL        | 63  | 2  | 12  | 14  | 16  | 3  | 1  | 0  | 1  | 0  |
| 2024–25    | Florida Panthers        | NHL        | 80  | 5  | 14  | 19  | 30  | 23 | 3  | 9  | 12 | 4  |
| NHL totalt | NHL totalt              | NHL totalt | 741 | 52 | 187 | 239 | 152 | 99 | 10 | 30 | 40 | 20 |

### Internationellt
| År            | Lag           | Turnering     | Resultat      |    | Matcher | Mål | Assist | Poäng | Utv |
| ------------- | ------------- | ------------- | ------------- | -- | ------- | --- | ------ | ----- | --- |
| 2022          | USA           | VM            | 4:a           | 10 | 2       | 4   | 6      | 4     |     |
| Senior totalt | Senior totalt | Senior totalt | Senior totalt | 10 | 2       | 4   | 6      | 4     |     |